# Moores Mill
Moores Mill és una concentració de població designada pel cens dels Estats Units a l'estat d'Alabama. Segons el cens del 2000 tenia 5.178 habitants.

## Demografia
Segons el cens del 2000, Moores Mill tenia 5.178 habitants, 1.912 habitatges, i 1.500 famílies. La densitat de població era de 144,2 habitants/km².
Dels 1.912 habitatges en un 38,9% hi vivien nens de menys de 18 anys, en un 66,6% hi vivien parelles casades, en un 8,6% dones solteres, i en un 21,5% no eren unitats familiars. En el 18,3% dels habitatges hi vivien persones soles el 4,1% de les quals corresponia a persones de 65 anys o més que vivien soles. El nombre mitjà de persones vivint en cada habitatge era de 2,71 i el nombre mitjà de persones que vivien en cada família era de 3,09.
Per edats la població es repartia de la següent manera: un 27,9% tenia menys de 18 anys, un 7,4% entre 18 i 24, un 34,7% entre 25 i 44, un 22,4% de 45 a 60 i un 7,6% 65 anys o més.
L'edat mediana era de 35 anys. Per cada 100 dones hi havia 100,7 homes. Per cada 100 dones de 18 o més anys hi havia 98,8 homes.
La renda mediana per habitatge era de 50.292 $ i la renda mediana per família de 53.750 $. Els homes tenien una renda mediana de 32.303 $ mentre que les dones 25.449 $. La renda per capita de la població era de 20.158 $. Aproximadament el 6,9% de les famílies i el 9,9% de la població estaven per davall del llindar de pobresa.

## Poblacions properes
El següent diagrama mostra les poblacions més properes.